# Johann Baptist Loritz
Johann Baptist Loritz (* 20. Mai 1857 in Eschenbach in der Oberpfalz; † 13. Mai 1932) war ein deutscher Verwaltungsjurist, Bezirksamtmann und Regierungspräsident von Oberbayern.

## Leben
Johann Baptist Loritz studierte Rechtswissenschaften an der Ludwig-Maximilians-Universität München und legte 1883 das Große juristische Staatsexamen mit der Note II 9/28 ab. Seit dem Studium war er Mitglied der Studentenverbindung Akademischer Gesangverein München im SV. Bevor er zum 1. März 1885 eine Anstellung als Assessor beim Bezirksamt Grafenau fand, war er als Rechtspraktikant am Bezirksamt Stadtamhof und als Akzessist bei der Regierung der Oberpfalz eingesetzt. Auf eigenen Wunsch folgte zum Jahresbeginn 1889 die Versetzung zum Bezirksamt Freising, wo er bis zu seinem Weggang zum 16. Oktober 1893 als Assessor bei der Regierung von Schwaben wirkte. Zum 16. November 1895 wechselte er in die Kommunalverwaltung und wurde Bezirksamtmann in Mühldorf. Es zog ihn in die Staatsverwaltung zurück, wo er zum 16. Juli 1900 Regierungsrat bei der Regierung von Oberbayern wurde. 1912 zum Oberregierungsrat befördert, folgte zum 1. Februar 1920 die Ernennung zum Regierungsdirektor, wo er Direktor der Kammer des Innern und in der Zeit vom 22. März 1920 bis zum 7. Oktober 1921 Stellvertreter des zum Ministerpräsidenten ernannten Regierungspräsidenten Gustav von Kahr war. Diesen vertrat er auch als Staatskommissar für Oberbayern und als Demobilmachungskommissar.
Am 7. Dezember 1921 wurde er zum Geheimen Rat ernannt. In der Zeit vom 26. September 1923 bis zum 17. Februar 1924 wurde er nochmals mit der Führung der Geschäfte des Regierungspräsidenten beauftragt, da Regierungspräsident von Kahr Präsident des Bayerischen Verwaltungsgerichtshofes geworden war. Zum Jahresbeginn 1924 wurde Loritz mit Rang und Titel eines Regierungspräsidenten in den Ruhestand verabschiedet. Bis zur Neubesetzung der Stelle durch Ludwig von Knözinger war er weiterhin mit der Führung der Geschäfte beauftragt. 
Alfred Loritz, der spätere bayerische Minister für Sonderaufgaben (Entnazifizierung), war sein Sohn.